# MLS Cup 1997
De MLS Cup 1997 was de voetbal kampioenschapswedstrijd van het MLS Seizoen 1997. De wedstrijd werd gespeeld op 26 oktober 1997 in het Robert F. Kennedy Memorial Stadium in Washington D.C.. DC United versloeg Colorado Rapids met 2-1.
1996 · 1997 · 1998 · 1999 · 2000 · 2001 · 2002 · 2003 · 2004 · 2005 · 2006 · 2007 · 2008 · 2009 · 2010 · 2011 · 2012 · 2013 · 2014 · 2015 · 2016 · 2017 · 2018 · 2019